# Ormia
Ormia es un género de pequeñas moscas nocturnas (Diptera) de la familia Tachinidae que parasitan distintas especies de grillos. El género incluye más de 20 especies diferentes, todas habitan en América.

## Especies
El género incluye 27 especies:
| Especie            | Autor                        | Distribución                                                             |
| ------------------ | ---------------------------- | ------------------------------------------------------------------------ |
| Ormia aldrichi     | Seguy, 1925                  | Guayana francesa                                                         |
| Ormia australis    | (Townsend, 1911)             | Perú, Brasil (Pará, Mato Grosso, Río de Janeiro, São Paulo)              |
| Ormia bilimekii    | (Brauer & Bergenstamm, 1889) | México                                                                   |
| Ormia brevicornis  | Townsend, 1919               | Texas                                                                    |
| Ormia carreirai    | Tavares, 1965                | Brasil                                                                   |
| Ormia crespoi      | Tavares, 1965                | Brasil                                                                   |
| Ormia depleta      | (Wiedemann, 1830)            | Brasil, introducida en Florida                                           |
| Ormia dominicana   | Townsend, 1919               | La Española                                                              |
| Ormia guianica     | Curran, 1934                 | Guyana                                                                   |
| Ormia lenkoi       | Tavares, 1965                | Brasil                                                                   |
| Ormia lenti        | Tavares, 1965                | Brasil                                                                   |
| Ormia lineifrons   | Sabrosky, 1953               | Puerto Rico                                                              |
| Ormia lopesi       | Tavares, 1962                | Brasil                                                                   |
| Ormia mendesi      | Tavares, 1965                | Brasil                                                                   |
| Ormia nocturna     | Curran, 1934                 | Guyana                                                                   |
| Ormia nuttingi     | (Sabrosky, 1953)             | Desde el estado de Nueva York y Massachusetts hasta Virginia.            |
| Ormia ochracea     | (Bigot, 1889)                | Desde Colorado a Arizona y México, Michigan, Carolina del Norte, Florida |
| Ormia pellucida    | Seguy, 1925                  | Desconocido                                                              |
| Ormia punctata     | Robineau-Desvoidy, 1830      | Estados Unidos; Indias orientales                                        |
| Ormia rachoui      | Tavares, 1962                | Brasil                                                                   |
| Ormia reinhardi    | (Sabrosky, 1953)             | Nueva Jersey, Texas, Ontario, Georgia                                    |
| Ormia rosenoi      | Tavares, 1965                | Brasil                                                                   |
| Ormia rufa         | (Wulp, 1890)                 | México                                                                   |
| Ormia serrei       | Seguy, 1925                  | Costa Rica                                                               |
| Ormia tarsalis     | Seguy, 1925                  | Guayana Francesa                                                         |
| Ormia wolcotti     | Sabrosky, 1953               | Puerto Rico                                                              |
| Ormia wygodzinskyi | Tavares, 1965                | Argentina                                                                |

## Oído diferencial
Las moscas de este género se han convertido en organismos modelo en experimentación sobre localización del sonido debido a sus oídos, los cuales están basados en una estructura compleja dentro del protórax junto a la base de las patas delanteras. La especie más común y ampliamente distribuida, O. ochracea se ha convertido en el centro de este tipo de investigaciones.